# Лівий союз (Фінляндія)
Лівий союз (фін. Vasemmistoliitto (Vas.); швед. Vänsterförbundet (vf)) — фінська партія, що належить до політичних лівих. На парламентських виборах 2019 року вона отримала 16 депутатів і, таким чином, є шостою за величиною партією у Фінляндії. Головою партії є Лі Андерссон.
У своїй цільовій програмі Лівий союз прагне покращити добробут суспільства, екологічну та економічну стійкість, рівність між людьми, свободу та доступ до роботи та засобів до існування. Тенденція економічної політики Лівого союзу полягає у підтримці активізації, тобто державних інвестицій.
На парламентських виборах 2019 року головними темами Лівого союзу були припинення нерівності, боротьба зі зміною клімату та нова робота. У своїй передвиборчій програмі партія також запропонувала способи вирішення кризової ситуації у догляді за літніми людьми: Лівий союз покращить розмір будинків для догляду та домашнього догляду та створить старшого омбудсмена для забезпечення послуг для людей літнього віку.

## Історія
Партія була заснована в квітні 1990 року. Її утворення було результатом об'єднання Комуністичної партії Фінляндії і її широкого фронту, Демократичного союзу народу Фінляндії, та об'єднанням, що вийшло з їх складу в 1986 році «Демократична альтернатива» (Комуністичної партії Фінляндії (Єдність), її молодіжне, студентське, жіноче і цивільне крило) і Жіночої демократичної ліги Фінляндії. Рішення про об'єднання було прийнято на засіданні Ради ДСНФ в березні 1989 року і ХХП з'їзді КПФ в березні 1990 року. Установчий з'їзд відбувся 28-29 квітня 1990 року.
Втім, велика частина активістів колишньої Комуністичної партії Фінляндії (Єдність), що залишалися на прорадянських позиціях (так звані таістоісти), в 1997 році покинули Лівий союз і відновили Компартію. У 2005 році колишній генеральний секретар партії і профспілковий лідер Матті Вііляйнен заснував товариство, що прагне до об'єднання Лівого союзу з Соціал-демократичною партією Фінляндії, що було визнано спробою розколоти партію.
На виборах в едускунту 2007 Лівий союз набрав 8.82 % голосів, отримавши 17 місць у парламенті. На місцевих виборах 2008 року в муніципалітети від Лівого союзу було обрано 833 депутати із різних районів країни.
На виборах до Європарламенту 2009 року Лівий союз вперше не пройшов до Європейського парламенту, його голосу відібрали центристи з Зеленого союзу, а також праві — Істинні фіни і Християнські демократи.
2 березня 2022 року після початку повномасштабного вторгнення Росії в Україну разом із низкою інших лівих нордичних партій засудила дії Росії та закликала її вивести війська з території України, а ЄС — ввести жорсткіші санкції проти Росії.